# Ministro Rivadavia
Ministro Rivadavia é uma localidade do Partido de Almirante Brown na Província de Buenos Aires, na Argentina. Sua população estimada em 2001 era de 16.740 habitantes.